# Venturia anatolica
Venturia anatolica är en stekelart som beskrevs av Horstmann 1987. Venturia anatolica ingår i släktet Venturia och familjen brokparasitsteklar. Inga underarter finns listade i Catalogue of Life.